# 소건세
소건세(蕭建世, ? ~ 기원전 53년)는 전한 후기의 제후로, 개국공신 소하의 후손이다.

## 생애
지절 4년(기원전 66년), 소수성을 끝으로 대가 끊겨있었던 찬후(酇侯) 작위를 이어받았다.
감로 원년(기원전 53년)에 죽어 시호를 안이라 하였고, 아들 소보가 작위를 이었다.

## 출전
- 반고, 《한서》
  - 권16 고혜고후문공신표
  - 권39 소하조참전

| 선대 (41년 전) 소수성 | 전한의 찬후 기원전 66년 ~ 기원전 53년 | 후대 아들 찬사후 소보 |